# Tréal

Tréal este o comună în departamentul Morbihan, Franța. În 1 ianuarie 2022 avea o populație de 679 de locuitori.